# منتخب جزر الأنتيل الهولندية لكرة القدم
منتخب جزر الأنتيل الهولندية لكرة القدم (بالهولندية: Nederlands-Antilliaans voetbalelftal) كان هو المنتخب الوطني في جزر الأنتيل الهولندية ويديره اتحاد جزر الأنتيل الهولندية لكرة القدم. لم يسبق له التأهل إلى بطولة كأس العالم لكرة القدم. يعتبر أفضل انجاز حققه احتلال المركز الثالث في بطولة كأس الكونكاكاف بنظامها القديم مرتين في 1963 و1969.